# Ґорелла Ґорі
Заїра Ерба (італ. Zaira Erba; нар. 2 лютого 1900, Рим, Італія — 25 листопада 1963, Рим, Італія), відома як Ґорелла Ґорі (італ. Gorella Gori) — італійська кіно та театральна акторка.

## Життєпис
Народилася 2 лютого 1900 року в Римі.
Дебютувала в кіно у 1934 році, виконавши невелику роль Кончетти в комедії «Трикутний капелюх».

## Фільмографія
| Рік  |   | Українська назва           | Оригінальна назва                 | Роль                            |
| ---- | - | -------------------------- | --------------------------------- | ------------------------------- |
| 1934 | ф | Трикутний капелюх          | Il cappello a tre punte           | Кончеттіна                      |
| 1939 | ф | У селі впала зірка         | In campagna è caduta una stella   | дружина Теодоріко               |
| 1940 | ф | Святий Іван обезголовлений | San Giovanni decollato            | свідок на суді                  |
| 1940 | ф | Великі туфлі               | Scarpe grosse                     | Кончетта, кухарка               |
| 1941 | ф | Щаслива ніч                | Notte di fortuna                  | епізодична роль                 |
| 1942 | ф | Вулиця п'яти місяців       | Via delle Cinque Lune             | дружина Ромула                  |
| 1942 | ф | Смерть                     | Perdizione                        | Амалія, медсестра               |
| 1942 | ф | Ґорґона                    | La Gorgona                        | Берта                           |
| 1943 | ф | Історія чорної шапки       | La storia di una capinera         | епізодична роль                 |
| 1943 | ф | Неслухняний тато           | Il birichino di papà              | покоївка                        |
| 1943 | ф | Пригода Аннабелли          | L'avventura di Annabella          | епізодична роль                 |
| 1943 | ф | Кампо-деї-Фйорі            | Campo de' fiori                   | медсестра                       |
| 1944 | ф | Капелюх священика          | Il cappello da prete              | К'яріна                         |
| 1947 | ф | Вітер заспівав мені пісню  | Il vento m'ha cantato una canzone | епізодична роль                 |
| 1948 | ф | Страх та пісок             | Fifa e arena                      | епізодична роль                 |
| 1950 | ф | Заради Бога                | È più facile che un cammello...   | епізодична роль                 |
| 1950 | ф | Осокове гніздо             | Il nido di falasco                | епізодична роль                 |
| 1951 | ф | Санта Лючія далеко...      | Santa Lucia luntana...            | тітка Мікеле                    |
| 1951 | ф | Пеппіно та Віолетта        | Peppino e Violetta                | епізодична роль                 |
| 1951 | ф | Тото і королі Риму         | Totò e i re di Roma               | епізодична роль                 |
| 1953 | ф | Римські канікули           | Roman Holiday                     | вулична продавчиня взуття       |
| 1954 | ф | Горе переможеним           | Guai ai vinti                     | епізодична роль, немає у титрах |
| 1955 | ф | Анжела                     | Angela                            | медсестра                       |
| 1956 | ф | Норкова шуба               | Una pelliccia di visone           | Марія                           |
| 1957 | ф | Бабуся Сабелла             | La nonna Sabella                  | Тереза                          |
| 1958 | ф | Онука Сабелла              | La nipote Sabella                 | Тереза                          |